# Llucareta de Còrsega
La llucareta de Còrsega o llucareta corsa (Carduelis corsicana) és una espècie d'ocell de la família dels fringíl·lids (Fringillidae) que habita Còrsega, Sardenya i altres illes de la mar Tirrena.
Similar a la llucareta però una mica més petita mesura 12 cm de llarg amb un pes de 15 grams. És de color groc-verdós, a excepció del coll gris i el dors més fosc. Presenten un escàs dimorfisme sexual, consistent en una major intensitat de color groc en els mascles.
Habiten boscos de fulla caduca i de coníferes, però també praderies obertes i zones rocoses, de Còrsega, Sardenya i les illes toscanes d'Elba, Capraia i Gorgona.
Inicialment va ser considerat una subespècie de la llucareta, més tard va ser reconegut com una espècie de ple dret, dins el gènere Serinus. Actualment ambdues espècies són incloses a Carduelis.